# José Luiz Villamarim
José Luiz Villamarim (Três Marias, 1963) è un regista e produttore televisivo brasiliano.

## Biografia
Laureato in Economia presso l'Università pontificia cattolica di Minas Gerais, si è poi trasferito a Rio de Janeiro, dove ancora oggi risiede. 
Nel 1995 ha preso servizio presso TV Globo. Ha diretto numerose telenovelas di successo, tra le quali Paraíso Tropical e Avenida Brasil, che sono anche state candidate all'Emmy. 
Ha realizzato due lungometraggi, Amores Roubados (2015) e Redemoinho (2017).
Dal 2020 è responsabile del settore Teledrammaturgia di TV Globo. 

## Filmografia

### Cinema
- Amores Roubados (2015)
- Redemoinho (2017)